# Fosil
Fosil, fosilija, fosilni ostanek, ostalina, petrefakt, pa tudi okamenek, okamenica, okamenina in okamnina je okameneli, v kamnini (praviloma v sedimentu, izredno redko v metamorfni kamnini) ohranjen ostanek, odtis ali sled rastlin in živali ter drugih organizmov iz geološke preteklosti. V širšem pomenu besede lahko fosil predstavlja vsak pokazatelj nekdanjega obstoja organizmov; poleg neposrednih ostankov (skeleta, hišic, lupin ipd.) tudi odtisi, sledovi hoje, plazenja, vrtanja, prehranjevanja in podobno. Navadno se ohranijo predvsem trdni in trdi deli organizmov, na primer oleseneli ostanki rastlin, zobje, lupine, kosti in semena. Samemu procesu, v teku katerega se poginuli organizem (oziroma njegovi ostanki, sledovi, odtisi ipd.) spremeni v fosil, pravimo fosilizacija ali okamenevanje.

## Etimologija
Beseda fosil in z njo povezani izrazi (na primer fosilizacija) naj bi imeli poreklo v 16. stoletju in predvidoma izvirajo iz latinskega jezika, kjer termin fossilis pomeni izkopanina ali izkopati.

## Zgodovina
V preteklosti so ljudje fosile sicer poznali, a so si jih napak razlagali. Nekateri so menili, da so fosilni ostanki delo hudiča (Satana), drugi so jih pripisovali Bogu, spet tretji so predvidevali, da so te ostaline ostanki bitij, ki so poginila v vesoljnem potopu. Takšno mišljenje je vladalo tudi v starem in srednjem veku. Naslednji korak pri spremembi mentalitete je bilo dojemanje fosilov kot ostankov poginulih živih bitij, čeprav ljudje takratnega časa niso priznavali izumrtja in so zgolj menili, da ostaline pripadajo živečim vrstam. Velik napredek se je zgodil zaradi prizadevanj francoskega paleontologa in naravoslovca Georgesa Cuvierja, ki je pokazal, da so mnogi fosili ostanki bitij, ki jih ni več na Zemlji – so torej izumrla.
Mnogi Cuvierju pripisujejo zasluge za razvoj nove vede, ki združuje geološka in biološka spoznanja, paleontologije. Kljub temu tudi Francoz ni priznaval spremenljivosti bitij; takrat je namreč vladalo prepričanje, da so vsa živa bitja nespremenljiva in se torej iz ene vrste ne more pojaviti druga, spremenjena. Vnovično veliko spremembo je povzročil Britanec Charles Darwin, ki je s pomočjo raziskovanja in opazovanja (tudi fosilov in fosilnega zapisa geološke preteklosti), prišel do spoznanja, da so živa bitja spremenljiva. Svojo hipotezo, ki je danes na stopnji teorije, je poimenoval evolucija z naravnim izborom in jo dodobra razložil v svojem slavnem delu, O nastanku vrst.
Raziskovanje fosilov se je v preteklosti odvijalo tudi na slovenskem področju, kjer so fosilne ostanke preučevali različni prirodoslovci. Bolj znana sta denimo polihistor Janez Vajkard Valvasor in mecen Žiga Zois. Najdene petrefakte so zgodnji slovenski naravoslovci začeli zbirati tudi v javnih muzejih, na primer na Kranjskem.

## Fosilizacija
Fosilizacija, slovenjeno okamenevanje, je postopek, v okviru katerega se poginuli organizem pretvori v tvorbo, ki ji lahko rečemo fosil. Gre za proces, ki traja zelo dolgo, vse od nekaj tisočletij do več milijonov let. Običajno naj bi imel fosil najnižjo starost vsaj 10 000 let. Postopek fosilizacije definirajo različni fizikalni in kemijski procesi, ki povzročijo postopno spreminjanje organskih ostankov organizma v fosilne.
Da je fosilizacija mogoča in so ostanki ohranjeni čim bolje, so potrebni določeni okoljski pogoji. Odlično ohranjene fosile je moč odkriti, kadar poginuli organizem že kmalu po smrti prekrije plast blata, peska, vulkanskega pepela ali podobnih materialov (posledično veliko fosilov pripada v vodi ali neposredni bližini živečim bitjem).
Fosilizacija ni enoten proces, saj ima prav vsak fosil svojo specifično zgodovino fosiliziranja. Navadno ločujemo pet oblik okamenevanja, ki se med seboj razlikujejo po samem postopku in značilnostih najdenih petrefaktov. Poznamo pooglenitev ali karbonizacijo, okamnitev s prepojitvijo ali petrifikacijo z impregnacijo, prekrivanje ali inkrustacijo, izsušitev ali mumifikacijo in ohranitev ali konzervacijo.

### Pooglenitev
Pooglenitev ali karbonizacija je tip fosilizacije, kjer kisik ni prisoten, sami procesi pretvarjanja ostankov v fosile pa potekajo pri pogojih zvišanega tlaka in temperature. Svoje pripomorejo tudi različni taksoni anaerobnih bakterij, ki jih je moč najti v okolju brez kisika. Za karbonizacijo je značilno, da prvotna kemijska zgradba prehaja v novo, medtem ko ostanki zaradi vsebnosti ogljika temnijo ("pooglenitev") in izgubljajo na svoji prostornini.
Ta dolgotrajni proces nastajanja petrefaktov se odvije, kadar žival ali rastlina odmre v okoljskih pogojih, kjer ostanke hitro prekrije plast mulja, rastlinske smole ali blata, ki onemogočijo s kisikom pospešen razpad organske snovi. Velikokrat do pooglenitve pride v vodnih okoljih, kjer materijo poginulih organizmov pokopljeta bodisi mulj bodisi blato. V določenih primerih lahko ostanke prekrije tudi rastlinska smola, ki prav tako prepreči dotok kisika in omogoči odvijanje pooglenitve.
Karbonizacija je relativno pogost tip okamenevanja, ki je še posebej značilen za rastline. Premog so v svojem bistvu poogleneli rastlinski ostanki, različni tipi tega fosilnega goriva pa se med seboj razlikujejo po ravni karbonizacije. Najmanj kvaliteten premog, ki ima tudi najnižjo stopnjo pooglenitve, je lignit; dalje si po naraščajočem redu sledijo rjavi premog, črni premog in antracit – najkvalitetnejši in najčistejši tip premoga. Bolje poznani poogleneli ostanki živali so v fosilizirani smoli (jantarju) ohranjene žuželke in drugi členonožci. Zaradi ustreznih pogojev se velikokrat karbonizira tudi materija odmrlih rib, ki jih kmalu po usedanju na dno prekrije blato ali mulj.

### Okamnitev
Okamnitev ali petrifikacija, natančneje okamnitev s prepojitvijo oziroma petrifikacija z impregnacijo, velja za najpogostejši tip fosilizacije. Za okamnitev je značilno spreminjanje kemijske sestave poginulega organizma; mineralne snovi trdnih segmentov (kot so kosti, hišice, lupine ipd.) nadomestijo druge, pri čemer se sama oblika ne predrugači, lahko pa se nekoliko prilagodi obarvanost in poveča masa. Najpogosteje so nadomestni minerali kalcit, aragonit, dolomit, redkeje pirit, limonit in kremen.
Znanih je več različic petrifikacije, ki se med seboj razlikujejo po stopnji ohranjenosti prvotnih ostankov. Pri nekaterih pogojih ostanejo ohranjeni celotni pokopani ostanki, v drugih primerih pride do rekristalizacije v večje kristale.
Včasih se zgodi, da ostanki organizmov med samo fosilizacijo popolnoma propadejo, njihovo mesto v kamninski plasti pa prevzamejo druge snovi – pogosto minerali (predvsem kalcit, kremen, določene železove spojine, kot so limonit, hematit, pirit ter markazit). Četudi v takšnih primerih ne moremo več govoriti o fosilih, ima tudi tovrsten postopek določeno uporabno vrednost, saj je v kamninah še vedno viden odlivek prvotnih ostankov. V paleontoloških znanostih se takšnim nepravim fosilom pravi tudi psevdomorfoze. Podoben primer predstavljajo lupinasti ovoji in hišice mehkužcev, ki občasno sicer med fosilizacijo razpadejo, a minerali zapolnijo njihovo notranjost in na tak način napravijo uporaben odlitek.

### Prekrivanje
Prekrivanja ali inkrustacija je relativno redek način fosilizacije, ki je še posebej pomemben zaradi precej hitrega poteka okamenevanja. Že samo ime postopka je zelo nazorno, kajti ostanke organizmov pri tem načinu fosilizacije prekrijejo mineralne snovi, ki z vztrajnim nalaganjem ustvarijo zunanjo plast, namenjeno zaščitni vlogi organskih ostalin. Včasih mineralne snovi zapolnijo tudi notranjost (razne votline, pore in druge prazne prostorčke). Minerali, ki tvorijo zaščitno skorjo, izvirajo iz neposredne bližine organskih ostankov. Večinoma gre za kalcit in aragonit, občasno skorja sestoji iz kremena ali celo drugih mineralov.
Do prekrivanja velikokrat pride v vodnih okoljih; v vodnih telesih, kot so potoki in reke, pa tudi termalne vode, je obilo mineralov, ki so zmožni prekriti tamkajšnje poginule organizme ali njihove dele. Za slovensko področje veljajo za značilnejši primer tega načina fosilizacije kraške jame, do prekrivanja pa pride tudi v z lehnjakom bogatih predelih. V jamah slovenska krasa so denimo našli veliko kosti, ki jih je prekrila siga, pripadale pa naj bi ledenodobnim sesalcem. V lehnjaku, ki se nahaja v rekah in potokih, pogosto vidimo razne izbrazdane oblike delov organizmov (listov, vejic, mehkužcev ipd.), ki pogosto pripadajo recentnim bitjem. Ker se takšni ostanki še niso dovolj dolgo fosilizirali, jim pravimo subfosili.

### Izsušitev
Izsušitev ali mumifikacija je precej redek način fosilizacije, za katerega je značilno, da se postopoma iz organskih ostankov izloči vsa voda – pride do tako imenovane dehidracije nekoč živih tkiv. Na tak način fosilizirani petrefakti so navadno drobljivi, lomljivi in imajo kratek rok trajanja (so slabo obstojni). Posebnost tega tipa fosilizacije je tudi zmožnost ohranjanja določenih mehkejših delov poginulih organizmov. Do naravne mumifikacije navadno pride v posebnih pogojih, kot so predeli aridnega (vročega in suhega) podnebja.

### Ohranitev
Ohranitev ali konzervacija je peta oblika okamenevanja, ki je nasprotna mumifikaciji – poginuli organizmi se namreč ne fosilizirajo pri visokih temperaturah in suhih pogojih ter nizki zračni vlažnosti, ampak pride do okamenevanja pri nizkih temperaturah. Ker konzervacija na nek način spominja na mumifikacijo, jo nekateri imenujejo tudi mokra mumifikacija. Organske ostanke odmrlega organizma prekrije snov, ki onemogoči razpadanje; denimo led, sneg, zemeljski vosek, katran in jantar (omenjen že pri pooglenitvi). Včasih telesa na tak način fosilizira tudi plast soli ali olja.
Tudi pri konzervaciji se poleg trdih in trdnih kosov ohranijo mehkejši deli organizmov, ker do tkiv ne more dostopati kisik (takšno okolje je anaerobno), razgradnje pa ne pospešujejo mikrobi. Precej znani primeri ohranitve, kjer so bila prezervirana tudi mehka tkiva, so v permafrostu zaledeneli ledenodobni sesalci. Med najdbami so bili denimo vsaj dvajset tisoč let stari mamuti (Mammuthus), ki so poleg značilne barve dlake ohranili celo užitno meso.

## Vodilni fosili
V paleontoloških in geoloških znanostih imajo posebno vlogo tako imenovani vodilni fosili (tudi značilni fosili in karakteristične okamnine), ki zaznamujejo specifično geološko obdobje. Ti fosili so ključni pri določanju starosti določenega kamninskega sloja. Gre namreč za specifične fosilne ostanke, ki so bili fosilizirani v znanem obdobju in se zatorej vselej najdejo v točno določeni kamninski plasti.
Pogosto jih je moč najti le do vključno jasno opredeljenega kaminskega sloja, saj so zatem ta bitja izumrla. Takšni so denimo fosili dinozavrov (obdobje mezozoika, srednjega zemeljskega veka) in fosilni ostanki trilobitov (obdobje paleozoika, starega zemeljskega veka).